# Chỉ thị về hạn chế các chất nguy hiểm
Chỉ thị về hạn chế các chất nguy hiểm trong các thiết bị điện và điện tử hay Chỉ thị RoHS (Restriction of hazardous substances directive in electrical and electronic equipment 2002/95/EC, viết tắt là RoHS) được Liên minh châu Âu thông qua vào tháng 2 năm 2003 và có hiệu lực vào ngày 01 tháng 7 năm 2006, và được yêu cầu để được thi hành và trở thành luật ở mỗi nước thành viên.
Chỉ thị này hạn chế việc sử dụng sáu chất độc hại trong sản xuất các loại thiết bị điện và điện tử. Nó liên quan chặt chẽ với Chỉ thị về thiết bị điện và điện tử thải loại 2002/96/EC (WEEE) đặt ra các mục tiêu cho việc thu hồi, tái chế đối với hàng hóa điện và là một phần của một sáng kiến lập pháp để giải quyết vấn đề một lượng lớn độc hại chất thải điện tử. RoHS thường được đánh vần hay phát âm là /rɒs/, /rɒʃ/, /roʊz/, /roʊhɒz/.

## Các chất nguy hiểm và ngưỡng khối lượng giới hạn
Có 6 chất là đối tượng của chỉ thị này:
1. chì (Pb), khối lượng cho phép dưới 0.1w%.
2. cadmi (Cd), khối lượng cho phép dưới 0.01w%.
3. thủy ngân (Hg), khối lượng cho phép dưới 0.1w%.
4. crom (IV) (Cr6+), khối lượng cho phép dưới 0.1w%.
5. polybrominated bisphenyl (PBB), khối lượng cho phép dưới 0.1w%.
6. polybrominated diphenyl ete (PBDE), khối lượng cho phép dưới 0.1w%.

Ngoài ra từ ngày 22/7/2019, bổ sung 4 chất: diethylhexyl phthalate (DEHP), butyl benzyl phthatate (BBP),Diethyl phthatate (DEP) và Diisobutyl phthalate (DIBP), khối lượng cho phép dưới 0.1w%.

## Các loại thiết bị điện-điện tử
Các thiết bị điện-điện tử nằm trong đối tượng điều chỉnh của chị thị này được chia thành 10 nhóm:
1. đồ gia dụng lớn (như tủ lạnh, máy giặt, lò vi sóng),
2. đồ gia dụng nhỏ (như máy hút bụi, lò nướng)
3. thiết bị IT và thiết bị viễn thông,
4. thiết bị tiêu dùng (radio, TV, nhạc cụ),
5. dụng cụ điện-điện tử,
6. dụng cụ y khoa,
7. máy chế biến tự động,
8. thiết bị chiếu sáng,
9. đồ chơi
10. dụng cụ quan sát và kiểm soát.